# Bezzia flavitibia
Bezzia flavitibia is een muggensoort uit de familie van de knutten (Ceratopogonidae). De wetenschappelijke naam van de soort is voor het eerst geldig gepubliceerd in 1976 door Dow and Turner.